# Common (репер)
Лонні Рашид Лінн (англ. Lonnie Rashid Lynn; нар. 13 березня 1972, Чикаго, Іллінойс, США), відомий під сценічним псевдонімом Common (укр. Коммон) (спочатку Common Sense, букв. «здоровий глузд»), — американський репер і актор, лауреат премій «Греммі», «Золотий глобус», «Оскар».

## Дитинство та юність
Лонні Рашид Лінн народився 13 березня 1972 року в чиказькій остеопатичній лікарні в районі Гайд-парку в Чикаго. Він є сином педагога та колишнього директора підготовчої середньої школи коледжу Джона Хоупа, Махалії Енн Хайнс, і колишнього баскетболіста ABA Лонні Лінна. Він виріс у районі Калумет-Хайтс. Батьки Лінна розлучилися, коли йому було шість років, внаслідок чого його батько переїхав до Денвера, штат Колорадо. Це залишило Лінна на виховання матері; однак його батько залишався активним у його житті і зміг влаштувати його на роботу в «Чикаго Буллз» у підлітковому віці. Лонні два роки навчався у Флоридському університеті A&M за стипендією та спеціалізувалась на бізнес-адмініструванні.

## Музична кар'єра

### 1987—1999: Початок кар'єри

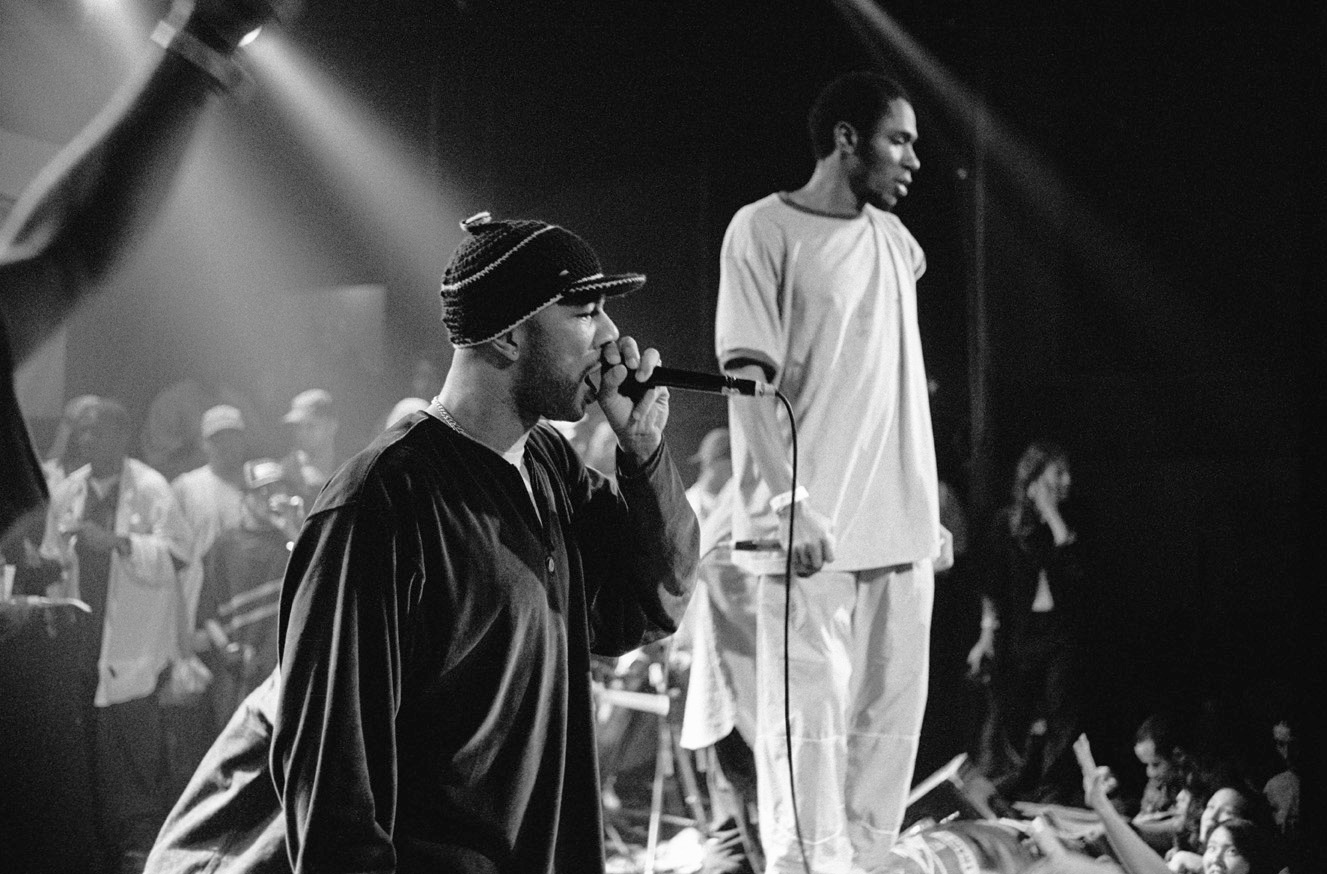
Common на концерті з Mos Def у 1999 році

Лінн почав займатися репом наприкінці 1980-х років, коли був студентом Luther High School South у Чикаго, коли він разом із двома своїми друзями створив C.D.R, реп-тріо, яке помітили такі виконавці, як N.W.A та Big Daddy Kane. Коли C.D.R розпався в 1991 році, Лінн почав сольну кар'єру під сценічним псевдонімом Common Sense. Дебютував у 1992 році з синглом «Take It EZ», після чого вийшов альбом Can I Borrow a Dollar?. 
Його наступний альбом Resurrection 1994 року здобув визнання критиків. Альбом продавався відносно добре і отримав сильну позитивну реакцію серед шанувальників альтернативного та андеграундного хіп-хопу в той час. Пісня «I Used to Love H.E.R.» з Resurrection розпалила ворожнечу з реп-групою Westside Connection із західного узбережжя. Текст пісні критикував шлях хіп-хопу, використовуючи метафору жінки для передачі хіп-хопу, і дехто інтерпретував його як спрямування обвинувачень проти популярності гангста-репу Західного узбережжя. Westside Connection вперше відповіли піснею 1995 року «Westside Slaughterhouse» зі словами «Used to love H.E.R., mad reason I*cked her». У «Westside Slaughterhouse» також було згадане ім'я Common Sense, що спонукало репера відповісти їдкою піснею «The Bitch in Yoo». Common Sense і Westside Connection продовжували ображати один одного, перш ніж нарешті зустрітися з Луїсом Фарраханом і закінчити свою суперечку. Після популярності Resurrection на Common Sense подав до суду реггі-гурт з округу Орандж з такою ж назвою, і він був змушений скоротити свій псевдонім до просто Common.
Common випустив свій третій альбом One Day It'll All Make Sense у вересні 1997 року. Загалом робота над альбомом тривала два роки, і він включав співпрацю з такими артистами, як Lauryn Hill, De La Soul, Q-Tip, Canibus, Black Thought, Chantay Savage і Questlove. Альбом, який намагався уникати будь-якого гангстеризму (у відповідь на питання про його музичну цілісність), був схвалений критиками та призвів до контракту з великим лейблом MCA Records. Незабаром після випуску альбому народилася перша дитина Коммона, донька Омойе Асата Лінн.

### 1999—2003: Ера Soulquarians

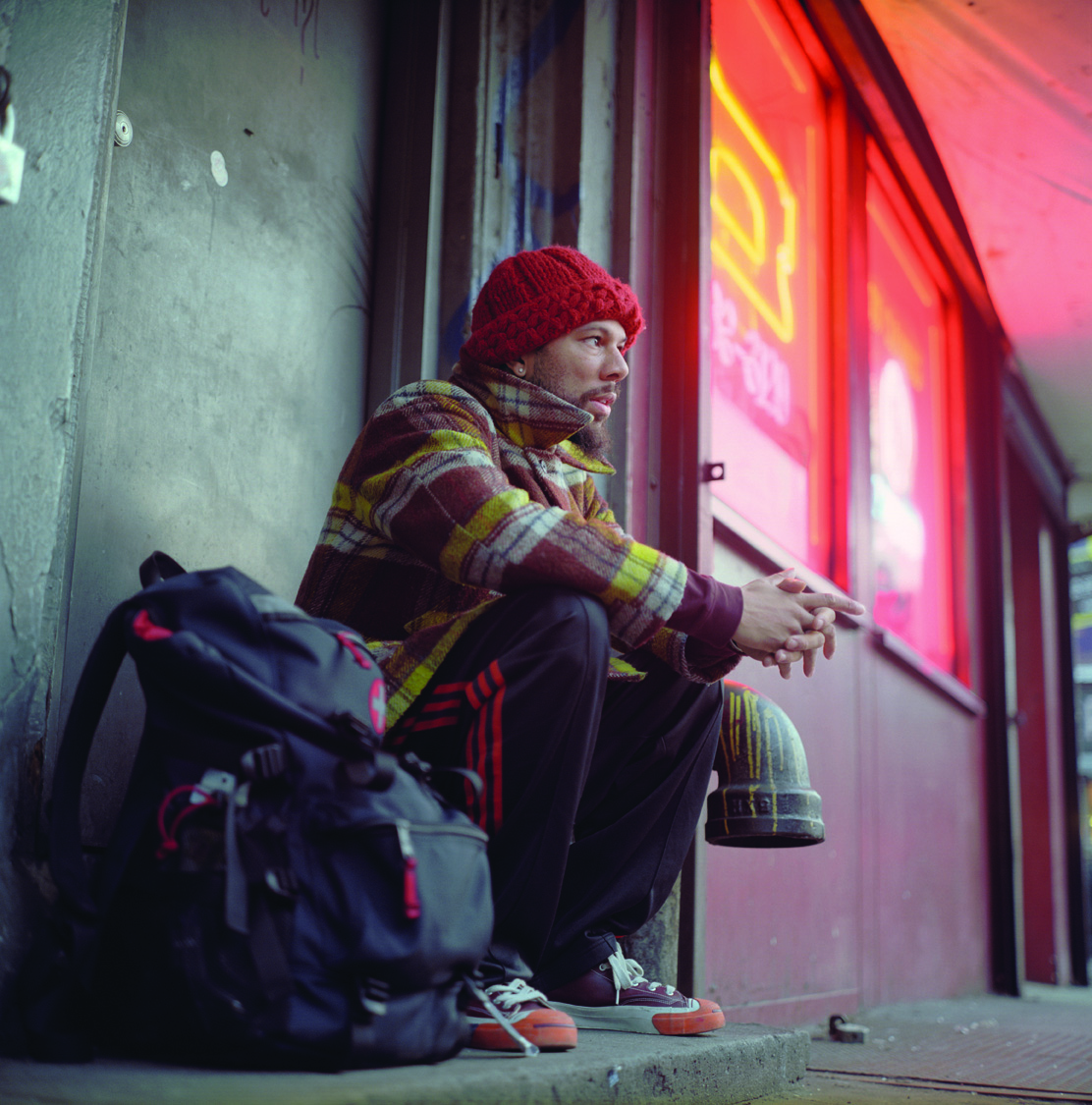
Common у 2003 році

Коммон підписав угоду про звукозаписний лейбл із MCA Records і переїхав із Чикаго до Нью-Йорка в 1999 році. Він почав записуватись майже суто з роз’єднаною групою музикантів і художників Soulquarians.
Його наступний альбом Like Water for Chocolate, що вийшов у 2000 році на мейджор-лейблі, здобув комерційний успіх. Like Water for Chocolate став значним комерційним проривом для Common, принісши реперу його першу золоту платівку та значно розширивши його фанбазу серед критиків і слухачів. В цей час Коммон починає активно співпрацювати з продюсером J Dilla. Обидва стали членами колективу Soulquarians і співпрацювали над численними проєктами. Коли здоров'я Ділли почало гіршати через наслідки вовчакового нефриту, він переїхав до Лос-Анджелеса та попросив Коммона переїхати з ним як сусідом по кімнаті (У лютому 2006 року J Dilla помер від хвороби). 
У 2002 році Common випустив свій п'ятий альбом Electric Circus. Альбом був дуже очікуваним і високо оціненим багатьма критиками за його амбітне бачення. Однак він не був таким комерційно успішним, як його попередній альбом Like Water for Chocolate, розійшовшись тиражем менше 300 000 копій. Еклектичний альбом Electric Circus містив злиття кількох жанрів, таких як хіп-хоп, поп, рок, електроніка та нео-соул. Стиль альбому мав тенденцію розділяти критиків; одні хвалили його амбітне бачення, а інші критикували з тієї ж причини. Більшість критики, як правило, оберталася навколо експериментального характеру альбому; дехто вважав, що Коммон занадто відійшов від свого попереднього звучання. Це був другий і останній альбом Common на MCA і останній реліз лейблу до його переходу на Geffen Records.
У 2003 році Common нагороджений премією «Греммі» за найкращу R&B-пісню за сингл Еріки Баду «Love of My Life».

### 2004–2011: Ера GOOD Music
На початку 2004 року Коммон з'явився в пісні «Get Em High» з мультиплатинового дебютного альбому Каньє Веста, The College Dropout, і оголосив про підписання контракту з новоствореним лейблом Веста GOOD Music. Каньє Вест був давнім шанувальником Common. Згодом вони разом працбвали над наступним альбомом Коммона Be, який майже повністю спродюсований Каньє Вестом. Декілька треків спродюсував J Dilla. Альбом вийшов у травні 2005 року і був дуже успішним завдяки участі Каньє та синглів «The Corner» і «Go». Продажі альбому перевищили близько 800 000 примірників, що дало Коммону другу золоту сертифікацію. Журнал The Source присудив йому майже ідеальну оцінку 4,5 мікрофона, журнал XXL дав найвищу оцінку «XXL», а AllHipHop дав альбому 4 зірки. Альбом також був номінований на чотири премії «Греммі» в 2006 році.

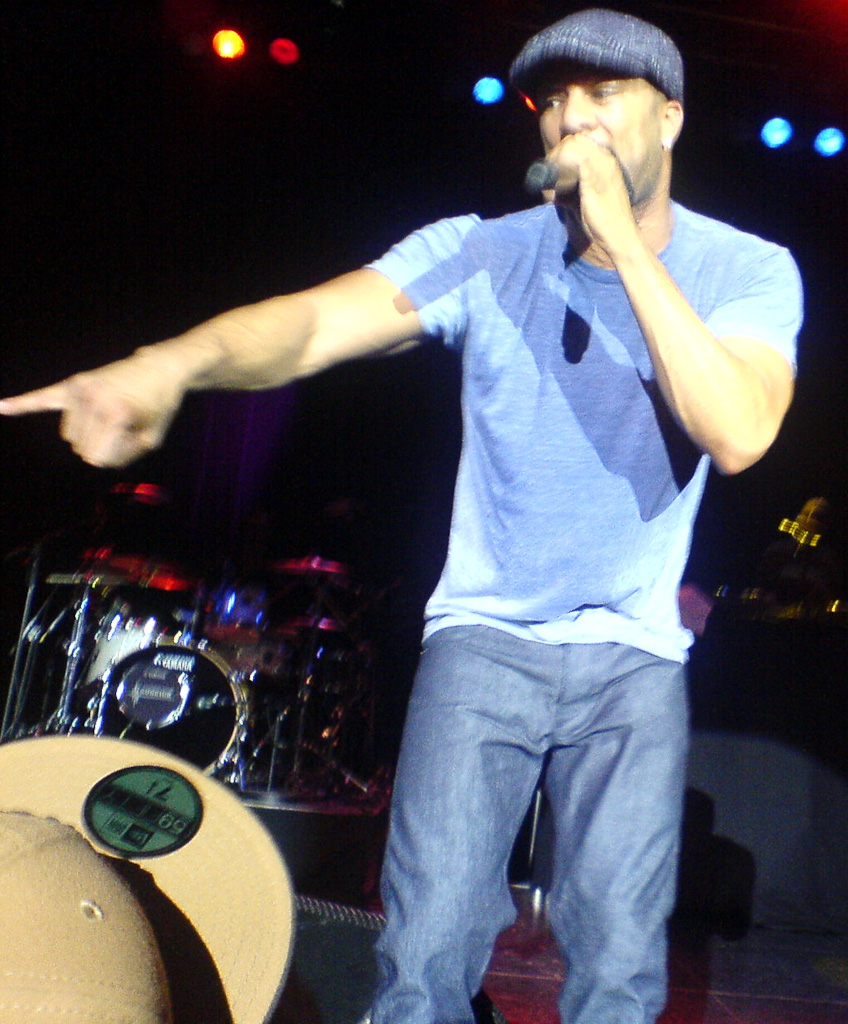
Common виступає в Копенгагені, Данія, 2007 рік

Сьомий альбом Common'a під назвою Finding Forever вийшов 31 липня 2007 року. Репер продовжив свою роботу з Каньє Вестом, а також з іншими музикантами, такими як will.i.am, Devo Springsteen, Деррік Ходж та Karriem Riggins. Першим синглом з альбому був «The People». Альбом дебютував під номером 1 у чарті Billboard 200. 31 липня 2007 року Common провів безкоштовний концерт у Санта-Моніці. Свою другу премію «Греммі» музикант отримав у 2008 році за найкраще реп-виконання дуету чи групи за пісню «Southside» (за участю Каньє Веста).
Восьмий альбом Common спочатку був запланований на 24 червня 2008 року під назвою Invincible Summer, але він оголосив на одному з концертів, що він змінить назву альбому на Universal Mind Control. Дату релізу перенесли на 30 вересня 2008 року через знімання у фільмі «Особливо небезпечний». Далі дата релізу була призначена на 11 листопада 2008 року, але знову ж таки вона була перенесена на 9 грудня 2008 року.
Перший сингл під назвою «Universal Mind Control» офіційно вийшов 1 липня 2008 через iTunes Store в США. Наприкінці 2009 року стало відомо, що Коммон був номінований на дві премії «Греммі» за «Найкраще реп-виконання дуету чи групи» для пісні «Make Her Say» (разом із Kid Cudi та Каньє Вестом), а також «Найкращий реп-альбом» за Universal Mind Control.

### 2011–тепер. час: Think Common Ent.
У 2011 році Коммон запустив власний лейбл звукозапису Think Common Entertainment.
6 липня 2011 року Коммон випустив свій перший сингл під назвою «Ghetto Dreams» зі свого наступного альбому. Другий сингл «Blue Sky» вийшов 4 жовтня 2011 року. 20 грудня 2011 року Коммон випустив свій дев'ятий сольний альбом під назвою The Dreamer/The Believer. Коммон випустив пісню під назвою «Sweet», яка містила критичні слова про реперів, які співають, хоча ця критика не була спрямована конкретно на канадського музиканта Дрейка. Дрейк образився і у відповідь випустив «Stay Schemin'», пісню з Ріком Россом і French Montana. Фанатам Коммона довелося чекати лише два з половиною дні, поки він відповість на дисс-трек Дрейка. 13 лютого 2012 року Коммон прокоментував ворожнечу, сказавши: «Все скінчено. Але все це було в мистецтві хіп-хопу. Він сказав мені деякі речі, тому мені довелося відповісти на деякі речі... Я б не сказав [він це почав], але я знаю, що почув щось, що, як мені здавалося, було спрямоване до мене, тому я звернувся до цього. Це все. Але ви знаєте, слава Богу, що ми змогли від цього відійти, і все добре».
4 червня 2014 року було оголошено, що Коммон підписав контракт із Def Jam Recordings. Його десятий альбом Nobody's Smiling вийшов 22 липня 2014 року. 2016 року Common випустив свій одинадцятий студійний альбом під назвою Black America Again, в якому взяли участь Стіві Вандер, Bilal, Marsha Ambrosius, BJ The Chicago Kid, Джон Ледженд, PJ, Syd, Elena & Tasha Cobbs.
У 2018 році Коммон також оголосив, що збирається створити джазову групу під назвою August Greene разом з Каррієм Ріггінсом і Робертом Гласпером, незабаром після цього оголошення вийшов альбом August Greene у партнерстві з Amazon Music. 30 серпня 2019 року Коммон випустив свій дванадцятий сольний студійний альбом під назвою Let Love на лейблах Loma Vista Recordings і Concord Records. У альбому взяли участь Самора Піндерхьюз, Даніель Цезар, Swizz Beatz, Leikeli47, BJ the Chicago Kid, А-Trak, Джилл Скотт, Леон Бріджес і Джонатан МакРейнольдс.
У 2020 році Common випустив альбом із дев’яти треків під назвою A Beautiful Revolution Pt. 1. Альбом містить готсьову участь PJ, Black Thought і Ленні Кравіца. 2021 року він випустив альбом-продовження A Beautiful Revolution Pt. 2.
1 серпня 2023 року Коммон був взяв участь у виданні Men's Health до 50-ї річниці хіп-хопу разом із Method Man, Wiz Khalifa, Ludacris, Busta Rhymes і 50 Cent.

## Кіномистецтво
У 2015 році музикант здобув премію «Золотий глобус» за найкращу оригінальну пісню та премію «Оскар» за найкращу оригінальну пісню — за пісню «Glory», написану та виконану разом із Джоном Легендом у фільмі «Сельма» 2014 року, в якому він також зіграв роль Джеймса Бевела, активіста руху за громадянські права афроамериканців.
Серед інших акторських робіт музиканта — ролі у фільмах: «Козирні тузи», «Королі вулиць», «Гангстер», «Особливо небезпечний», «Термінатор: Спасіння прийде», «Божевільне побачення», «Просто Райт», «Веселі ніжки 2», «Старий Новий рік», «Усю ніч у бігах», «Бути Чарлі», «Меган Ліві», «Джон Уік 2», «Смолфут», «Хантер-Кіллер» тощо.
У вересні 2022 року було оголошено, що взимку 2022 року Коммон дебютує на Бродвеї у виставі 'Second Stage Theatre Between Riverside and Crazy.

## Інша діяльність

### Виробництво фільмів
27 жовтня 2015 року Коммон підписав дворічну угоду з HBO, яка дозволила створити власну кінокомпанію Freedom Road Productions. В інтерв’ю в лютому 2012 року він заявив, що однією з головних цілей його кар’єри було заснування власної кінокомпанії.

### Мода та одяг
У 2006 році Коммон була моделлю для фотографій осінньої колекції The Gap, які з'являлися на плакатах у магазинах. Пізніше в тому ж році він виступав у The Gap у тематичному Peace Love Gap «Holiday in Your Hood». У лютому 2007 року компанія Common підписала угоду з компанією New Era щодо просування їхньої нової лінії кепок Layers. Восени 2008 року Коммон з'явився в рекламі Zune від Microsoft, порівнюючи свою нову пісню «Universal Mind Control» з «Planet Rock», піснею піонера хіп-хопу Afrika Bambaataa. У грудні 2008 року Common запустив нову лінію одягу в партнерстві з Microsoft під назвою «Softwear», засновану на обчисленнях 1980-х років.

### Написання книг
11 травня 2011 року перша леді Мішель Обама запросила Коммона виступити на читанні віршів у Білому домі. Це запрошення викликало обурення у поліції штату Нью-Джерсі та їх профспілки, які цитували деякі з попередніх текстів Коммона, зокрема пісню «A Song For Assata» про Ассату Шакур, члена Чорної визвольної армії (і зведену тітку репера Тупака Шакура), яка була засуджена у 1977 році за вбивство першого ступеня військовослужбовця штату Нью-Джерсі Вернера Ферстера.

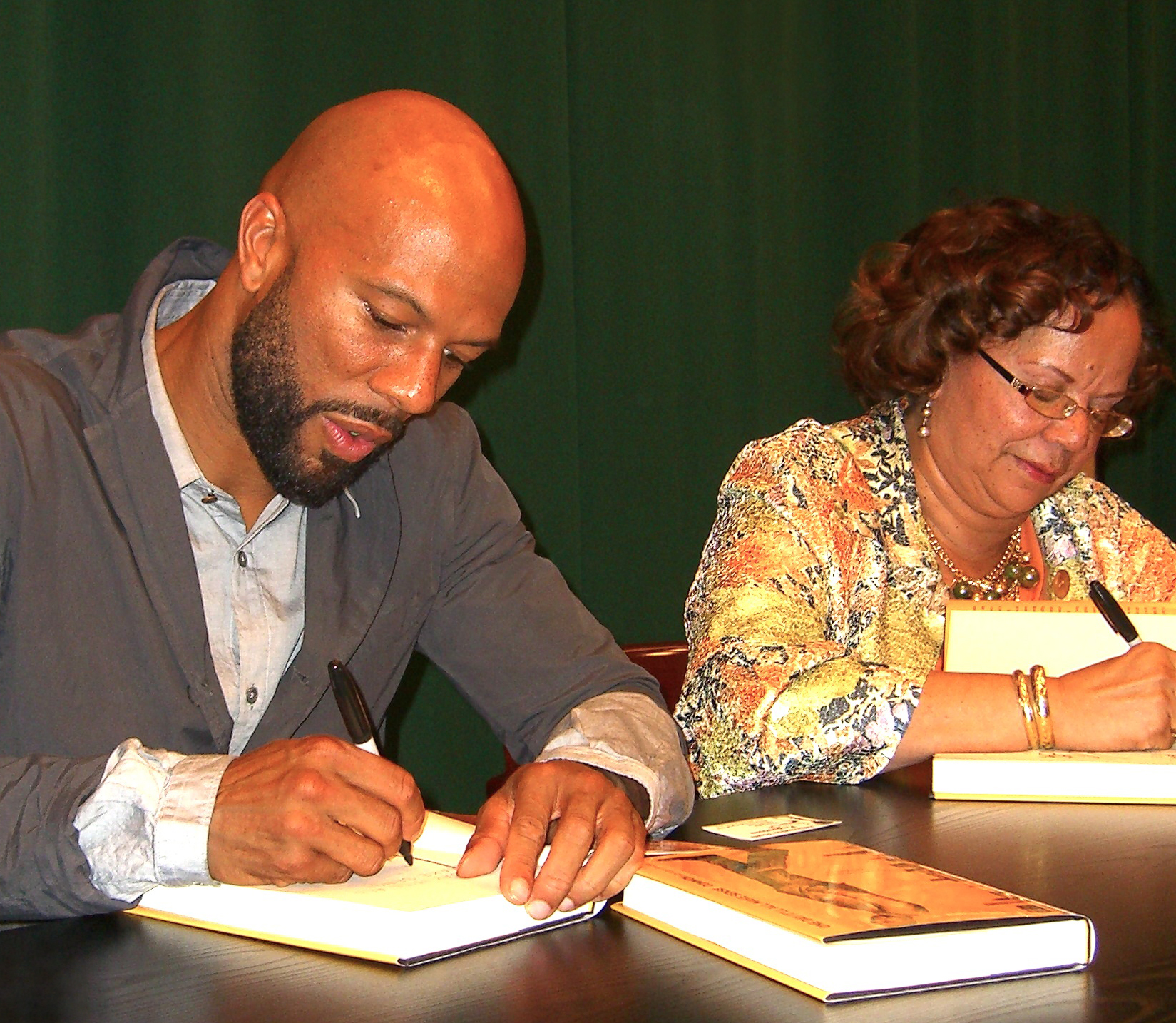
Коммон і його мати, доктор Махалія Енн Хайнс, у 2011 році під час підписання підпису на його мемуари в Barnes & Noble у Трайбеці, Мангеттен

У вересні 2011 року Коммон опублікував свої мемуари «Одного дня все матиме сенс». В книзі детально описано, як його близькі стосунки з матір’ю вплинули на його життя.
Коммон випустив свої другі мемуари «Нехай кохання має останнє слово» у травні 2019 року. У книзі висвітлюються його стосунки з дочкою Омойє, романтичні стосунки, його батьки та його боротьба зміцнити свою точку зору на концепцію кохання.

### Активізм
Коммон є веганом, прихильником прав тварин і PETA. Він з’явився в друкованій рекламі PETA під назвою «Думайте перед тим, як їсти» та в документальному фільмі Holistic Wellness for the Hip-Hop Generation, де він пропагував вегетаріанство.

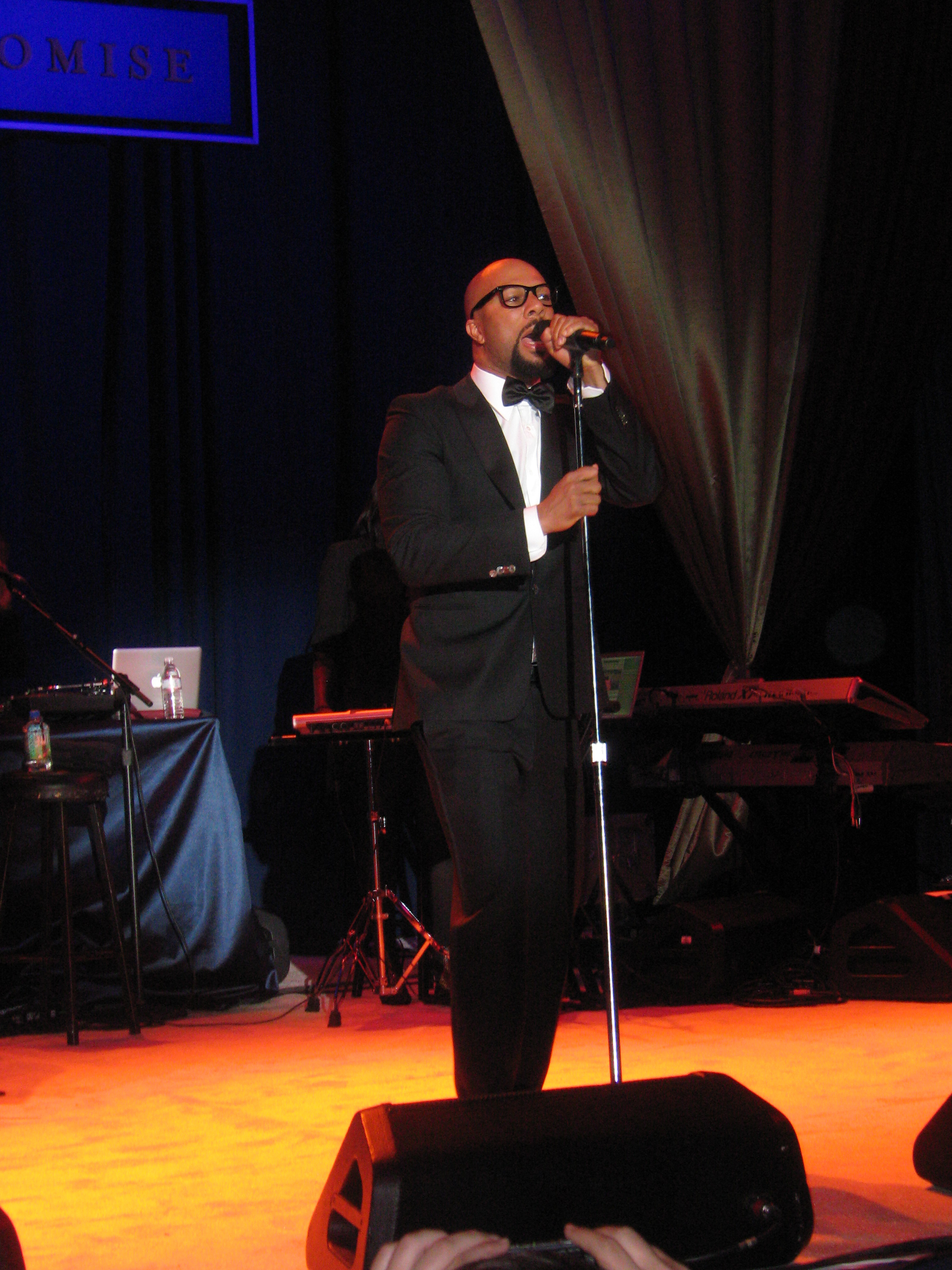
Common на церемонии інавгурації Барака Обамы 20 января 2009 года

Common також є частиною руху «Знати — це прекрасно», який підтримує обізнаність про ВІЛ/СНІД. Він взяв участь у кліпі на пісню will.i.am «Yes We Can», пісні на підтримку кандидатури Барака Обами, яке дебютувало в Інтернеті 2 лютого 2008 року. Коммон пообіцяв припинити використання антигейських текстів у своїй музиці.
У травні 2020 року у відповідь на пандемію COVID-19 Common запустив кампанію в соціальних мережах через Imagine Justice під назвою #WeMatterToo, у якій десятки правозахисних груп та груп активістів звернули увагу на загрозу, яку пандемія становить для ув’язнених чоловіків і жінок. підвищити обізнаність громадськості про умови, з якими стикаються ув'язнені. Кампанія передбачає створення короткометражних фільмів, які міститимуть записи ув’язнених, які висловлюють свою стурбованість поширенням коронавірусу у в’язницях.

## Особисте життя
У Коммона є донька на ім'я Омойе Асата Лінн (1997 року народження), яка народилася від попередніх стосунків з його колишньою нареченою Кім Джонс. 2022 року Омойе закінчила юридичну школу Говарда у Вашингтоні.
З середини 2020 року до листопада 2021 року Коммон перебував у стосунках із коміком і актрисою Тіффані Геддіш.
Коммон — веган. Він є фанатом Chicago Bulls і Chicago Bears протягом усього життя. Він християнин, відвідує Трініті Об’єднану церкву Христа в Чикаго. 4 травня 2019 року Коммон виступив доповідачем на початку весни у Флоридському сільськогосподарському та механічному університеті (FAMU) і після свого виступу отримав почесний ступінь Доктор мистецтвознавства. У FAMU він навчався в Школі бізнесу та промисловості.

## Дискографія
Studio albums
- Can I Borrow a Dollar? (1992)
- Resurrection (1994)
- One Day It'll All Make Sense (1997)
- Like Water for Chocolate (2000)
- Electric Circus (2002)
- Be (2005)
- Finding Forever (2007)
- Universal Mind Control (2008)
- The Dreamer/The Believer (2011)
- Nobody's Smiling (2014)
- Black America Again (2016)
- Let Love (2019)
- A Beautiful Revolution Pt. 1 (2020)
- A Beautiful Revolution Pt. 2 (2021)

## Фільмографія
| Рік  | Назва                          | Роль                      | Примітки |
| ---- | ------------------------------ | ------------------------- | -------- |
| 2002 | Темний цукор                   | Себе                      |          |
| 2006 | Dave Chappelle's Block Party   | Корант Джаман Шука        |          |
| 2006 | Козирні тузи                   | Сер Айві                  |          |
| 2007 | Гангстер                       | Тьорнер Лукас             |          |
| 2008 | Королі вулиць                  | Самозванець Коутс         |          |
| 2008 | Особливо небезпечний           | Зброяр                    |          |
| 2009 | Термінатор: Спасіння прийде    | Барнс                     |          |
| 2010 | Божевільне побачення           | Детектив Коллінс          |          |
| 2010 | Просто Райт                    | Скотт Макнайт             |          |
| 2011 | Веселі ніжки 2                 | Сеймур (голос)            |          |
| 2011 | Старий Новий рік               | Чіно                      |          |
| 2012 | LUV                            | Дядько Вінсент            |          |
| 2012 | Дивне життя Тімоті Гріна       | Тренер Кал                |          |
| 2013 | Фільм 43                       | Боб Моне                  |          |
| 2013 | Пішка                          | Офіцер Джефф Портер       |          |
| 2013 | Ілюзія обману                  | Агент Еванс               |          |
| 2014 | X/Y                            | Джейсон                   |          |
| 2014 | Кожна секретна річ             | Девлін Хетч               |          |
| 2014 | Сельма                         | Джеймс Бевел              |          |
| 2015 | Всю ніч в бігах                | Ендрю Прайс               |          |
| 2015 | Бути Чарлі                     | Тревіс                    |          |
| 2016 | Перукарня 3                    | Рашад                     |          |
| 2016 | Загін самогубців               | Monster T                 |          |
| 2017 | Джон Уік 2                     | Кассіан                   |          |
| 2017 | Меган Ліві                     | Сержант-комендор Мартін   |          |
| 2017 | Подія монументального масштабу | Деніел Кроуфорд           |          |
| 2017 | Girls Trip                     | Себе                      |          |
| 2017 | Кохання збиває з рими          | Колтрейн                  |          |
| 2018 | Розповідь                      | Мартін                    |          |
| 2018 | Хантер-Кіллер                  | Контр-адмірал Джон Фіск   |          |
| 2018 | Тут і зараз                    | Бен                       |          |
| 2018 | Все про Ніну                   | Рейф Хайнс                |          |
| 2018 | Вісім подруг Оушена            | Себе                      |          |
| 2018 | The Hate U Give                | Карлос Картер             |          |
| 2018 | Смолфут                        | Хранитель каменів (голос) |          |
| 2018 | Свята Джуді                    | Бенджамін Адебайо         |          |
| 2019 | Королеви криміналу             | Агент ФБР Гері Сілверс    |          |
| 2019 | Три секунди                    | Едвард Гренс              |          |
| 2020 | Агент Єва                      | Майкл                     |          |
| 2022 | Еліс                           | Френк                     |          |
| 2023 | Рай для дурня                  | Кинджал                   |          |
| TBA  | Breathe                        | Даріус                    | [ 52 ]   |